# Cheung Prey
Cheung Prey är ett distrikt i Kambodja.   Det ligger i provinsen Kampong Cham, i den centrala delen av landet, 60 km norr om huvudstaden Phnom Penh. Antalet invånare är 74 859.